# Универзитет у Сегедину
Универзитет у Сегедину (мађ. Szegedi Tudományegyetem) је државни универзитет у Сегедину. Основала га је Језуитска академија у Колошвару (данас Клуж-Напока) 1581. године, а поново га је отворио цар Франц Јозеф током 1872. године. У Сегедин се преселио 1921. године, чиме је постао један од најстаријих универзитета у Мађарској. Прошао је кроз бројне промене током 20. века и на крају је подељен на различите независне универзитете.